# Kripton
Krípton je kemični element, ki ima v periodnem sistemu simbol Kr in atomsko število 36. Ta brezbarvni žlahtni plin se v sledovih pojavlja v atmosferi, izolirati pa ga je mogoče s frakcionirano destilacijo tekočega zraka. Skupaj z drugimi redkimi plini se pogosto uporablja v fluorescentnih svetilkah. Kripton je inerten za večino praktičnih namenov, vendar je znano, da tvori spojine s fluorjem. Kripton lahko tudi tvori klatrat z vodo, ko se njegovi atomi ujamejo v mrežo  vodnih molekul.

## Pomembne lastnosti
Za kripton, zaradi svoje zelo nizke kemijske reaktivnosti tako imenovan žlahtni plin, je značilen brilijanten zelen in oranžen spektralni podpis. Je eden od produktov fizije urana. Strjen kripton je bel in kristalinski, s kubično, ploskovno središčno kristalno strukturo, ki je pogosta lastnost vseh "redkih plinov".

## Uporaba
Definicija dolžine metra v sistemu SI je bila med letoma 1960 in 1983 vezana na svetlobo, ki jo oddajajo vzburjeni atomi kriptona; meter je bil definiran kot 1.650.763,73 valovnih dolžin oranžno-rdeče oddajne črte, ki jo oddajajo atomi kriptona-86.
Izdelani so bili kriptonovi klatrati s hidrokinonom in fenolom. Kr-85 se uporablja za kemijsko analizo. Ko ga položijo v različne trdnine, se tvorijo kriptonati, katerih aktivnost je občutljiva na površinske kemijske reakcije. Ta žlahtni plin se uporablja tudi pri fotografskih osvetljevalkah za visoko-hitrostno fotografiranje, vendar je njegova raba omejena z visoko ceno pridobivanja kriptona.